# Mann von Rude-Eskildstrup
Der Mann von Rude-Eskildstrup (dänisch Træmanden fra Rude-Eskildstrup) ist eine 42 cm hohe Holzfigur, die 1880 in Rude-Eskildstrup auf der dänischen Insel Seeland senkrecht stehend in einem Sumpf gefunden wurde.
Die Figur stellt einen sitzenden Mann dar, mit markantem Bart, Gesicht und Haaren und einer dreireihigen Halskette. Derartige Halsketten sind aus Gold und von Funden aus Schweden bekannt. Sie können bis in das 5. Jahrhundert n. Chr. datiert werden. Der Mann trägt eine Robe, die Arme ruhen auf dem Schoß, auf dem ein kissenförmiges Objekt liegt. Der Mann ist die jüngste Holzfigur, die in eisenzeitlichen Mooren und Feuchtgebieten Dänemarks gefunden wurden. Er kann das Ende einer Opfertradition vertreten, die in Dänemark und Skandinavien in der späten Bronzezeit begann.